# Ernesto Screpanti
Ernesto Screpanti (Roma, 1948) è un economista italiano, che ha insegnato in varie università, tra cui Trento, Firenze, Trieste, Parma, New York, Rio de Janeiro, Siena.
Ha svolto ricerca nell'ambito del programma scientifico “ripensare il marxismo”, lavorando da una parte al tentativo di adeguare l'analisi economica marxiana alla realtà del capitalismo contemporaneo, dall'altra a quello di liberare l'impalcatura filosofica del pensiero marxista da qualunque residuo di metafisica hegeliana, etica kantiana e determinismo economico.

## Il pensiero
Screpanti ha elaborato una teoria generale del capitalismo per la quale l'istituzione fondamentale di questo modo di produzione non è la proprietà privata dei mezzi di produzione, bensì il contratto di lavoro, inteso come istituzione che genera il rapporto d'autorità con cui il capitalista sottomette e sfrutta il lavoratore. Il capitalismo può assumere diverse forme, tutte accomunate da quella istituzione fondamentale, ma che si distinguono in relazione ai modi in cui sono combinati diversi regimi di proprietà e diverse strutture di governo dell'accumulazione.
Nell'analisi dinamica, Screpanti ha criticato le cosiddette “leggi di movimento dell'economia capitalistica”, sia per le loro implicazioni di filosofia deterministica della storia sia per i limiti analitici di alcune assunzioni su cui sono fondate. Ha proposto una visione dell'accumulazione come di un processo evolutivo di tipo ciclico che accoppia fattori di periodicità lunga e breve, entrambi i quali sono determinati dalla dinamica del conflitto di classe e della distribuzione del reddito.
Nell'analisi più concreta del capitalismo contemporaneo, Screpanti ha elaborato la teoria del “imperialismo globale”, la quale definisce un sistema di governo mondiale dell'accumulazione che non può essere compreso sulla base delle teorie tradizionali dell'imperialismo. Le contraddizioni imperialistiche fondamentali sono quelle tra metropoli e periferie dell'economia globale, più che quelle tra stati imperiali. Non esiste un centro imperiale dominante, piuttosto esiste una pluralità di soggetti governativi e non governativi, nazionali e internazionali, pubblici e privati che contribuiscono al governo dell'accumulazione su scala mondiale cooperando competitivamente.
Nella teoria del valore ha proposto una interpretazione del concetto di lavoro astratto come fenomeno sociale, cioè come tempo di lavoro subordinato e sussunto sotto il capitale. Lo sfruttamento è reso possibile dall’esercizio del comando sul lavoro nel processo produttivo. I valori sono espressi in termini di lavoro comandato o valore monetario del lavoro.
Per la teoria del comunismo Screpanti ha proposto una rilettura del pensiero di Marx ed Engels quali teorici libertari. La libertà è definita come reale capacità di scelta dei soggetti individuali. In un approccio che si richiama a Gramsci, ma che è arricchito con l'apporto della teoria contemporanea della libertà di scelta, questa è vista come determinabile nei termini degli insiemi d'opportunità a disposizione degli individui. Nel capitalismo la libertà di scelta è distribuita in modo fortemente diseguale, essendo pressoché nulla quella di cui godono i lavoratori nel processo produttivo e massima quella di cui godono i capitalisti; bassissima quella di cui godono gli strati sociali poveri nella sfera del consumo e alta quella di cui godono le classi privilegiate. Il comunismo è visto come un processo conflittuale di trasformazione storica in cui le classi oppresse e sfruttate lottano per la redistribuzione della libertà.
Screpanti ha anche scritto di storia del pensiero economico. Il suo manuale di storia dell'economia politica ha ricevuto ampia accoglienza in tutto il mondo. 
Il suo lavoro più recente sviluppa una teoria della rivoluzione come processo di liberazione attivato da individui e aggregati sociali mossi dal bisogno di autonomia e dal desiderio di ampliare gli insiemi di opportunità di scelta.

## Opere principali

### Libri
- Liberazione: il movimento reale che abolisce lo stato di cose esistente, Firenze: Tedaliber, 2023
- L'angelo della liberazione nel tumulto dei Ciompi Terza edizione, Firenze: Tedaliber, 2021
- Labour and Value: Rethinking Marx's Theory of Exploitation, Cambridge: Open Book Publishers, 2019
- Global Imperialism and the Great Crisis. The Uncertain Future of Capitalism, "Monthly Review Press", 2014 (solo in inglese)
- Comunismo libertario: Marx Engels e l'economia politica della liberazione, Roma, Manifestolibri, 2007 (traduzione inglese, Basingstoke, Palgrave Macmillan, 2007)
- Il capitalismo: Forme e trasformazioni, Milano, Punto Rosso, 2006
- Profilo di storia del pensiero economico. Dalle origini a Keynes, Roma, Carocci, 2004 (traduzione inglese, Oxford-New York, Oxford University Press, 2005)
- The Fundamental Institutions of Capitalism, London, Routledge, 2001
- Teoria della distribuzione del reddito, Milano, ETAS libri, 1990
- Distribuzione del reddito, in Dizionario di economia politica, Torino, Boringhieri, 1983

### Articoli su periodici
- Marx e il contratto di lavoro: Dall'astrazione naturale alla sussunzione formale, "Quaderni del Dipartimento di Economia Politica", n. 546, ottobre 2008
- Taxation, Social Goods, and the Distribution of Freedom "Metroeconomica", 2006
- Value and Exploitation: A Counterfactual Approach, "Review of Political Economy", n. 1, 2003
- Wages, Employment and Militancy: A Simple Model and Some Empirical Tests, “Review of Radical Political Economics”, 2000
- The Postmodern Crisis in Economics and the Revolution against Modernism, “Rethinking Marxism”, 2000
- Banks, Increasing Risk, and the Endogenous Money supply, “Economic Notes”, vol. 26, n. 3, 1997
- Epistemic Relativism, the Postmodern Turn in Economics, and the History of Economic Thought, “History of Economic Ideas”, vol. 2, 1995
- Sraffa after Marx: a New Interpretation, "Review of Political Economy", vol V, n.1, 1993
- Monetary Dynamics, Speculation, and the Term Structure of Interest Rates, "Economic Notes", n.2, 1989
- Long Cycles in Strike Activity: an Empirical Investigation, "British Journal of Industrial Relations", XXV, n.1, 1987
- Long Economic Cycles and Recurring Proletarian Insurgencies, "Review of the F.Braudel Center", New York State University, VII, n.3, 1984